# Мркоњић Град
Мркоњић Град, у прошлости зван Варцар Вакуф, је градско насеље и сједиште истоимене општине у западном дијелу Републике Српске, БиХ. По попису становништва 2013. у Босни и Херцеговини, а према коначним подацима за Републику Српску које је издао Републички завод за статистику, у насељу Мркоњић Град је живјело 7.017 лица.
Налази се у географској области Босанска Крајина. Подручје општине обухвата 68.455 хектара површине и лежи на просјечно 591 метар надморске висине. У данашње вријеме овдје живи око 16.000 становника, међу којима Срби чине апсолутну већину.
Основна одлика конфигурације терена општине је наглашена рељефност, јер највећи дио припада брдско-планинском простору. Наиме, Мркоњић Град је са свих страна окружен планинама: Лисина, Димитор, Чемерница, Мањача и Овчара. Заступљена је умјерено континентална клима, а просјечна годишња температура износи 9 °C. Саобраћајну мрежу чине магистралне и регионалне саобраћајнице, које допуњује мрежа локалних путева.
Оно што се веже за ову општину је Прво засједање ЗАВНОБиХ-а 25. новембра 1943. када је СР Босна и Херцеговина проглашена републиком Срба, Хрвата и Муслимана. Мркоњић Град је познат и по најквалитетнијим косама у региону — „варцаркама“, које добијају од старог имена града, Варцар Вакуфа.
Привредно, ово је крај рудних налазишта гвожђа и бакра, развијеног занатства, богатих шумских површина итд.

## Демографија

### Демографија општине
Према најстаријим сачуваним записима ово подручје су првобитно насељавали становници Варцарева и Мајдана, (католичке и муслиманске вјере). Међутим у 17. и 18. вијеку, времену великих сеоба на западном Балкану, структура становништва се знатно промијенила. Доселио се католички живаљ из западне Босне, Далматинске Загоре и српско православно становништво из Лике, источне Херцеговине, Црне Горе и гламочког и граховског подручја.
Према службеном попису становништва из 1991. године, општина Мркоњић Град је имала 27.395 становника, распоређених у 38 насеља. Сам град је имао 11.225 становника или 40,97% од укупног броја. Један дио општине (из овог пописа) је касније, по Дејтонском споразуму, припојен општини Јајце.
| БРОЈ СТАНОВНИКА ОПШТИНЕ |                     |                               |                               |
| ПРЕМА ПОПИСИМА          | ПРЕМА ПОПИСИМА      | ПО МЈЕСНИМ ЗАЈЕДНИЦАМА (1991) | ПО МЈЕСНИМ ЗАЈЕДНИЦАМА (1991) |
| 1910.                   | 20.620              | Баљвине                       | 1.140                         |
| 1931.                   | 27.014              | Бараћи                        | 1.029                         |
| 1948.                   | 29.175              | Бјелајце                      | 3.608                         |
| 1953.                   | 31.301              | Герзово                       | 868                           |
| 1961.                   | 30.949              | Горња Пецка                   | 690                           |
| 1971.                   | 30.159              | Мајдан                        | 1.774                         |
| 1981.                   | 29.684              | Медна                         | 934                           |
| 1991.                   | 27.395              | Мркоњић Град                  | 11.225                        |
| 1993.                   | 22.987*             | Пецка                         | 284                           |
| 1999.                   | 19.155*             | Подбрдо                       | 2.870                         |
| 2007.                   | 21.160*             | Подрашница                    | 1.123                         |
| *Напомена: процјена     | *Напомена: процјена | Шеховци                       | 1.850                         |

### Демографија града
|                      | 2013.          | 1991.           | 1981.           | 1971.           | 1961.          |
| Укупно               | 7 371 (100,0%) | 8 422 (100,0%)  | 6 602 (100,0%)  | 4 089 (100,0%)  | 2 770 (100,0%) |
| Срби                 | 7 130 (96,73%) | 5 945 (70,59%)  | 4 077 (61,75%)  | 2 156 (52,73%)  | 1 304 (47,08%) |
| Бошњаци              | 115 (1,560%)   | 1 450 (17,22%)1 | 1 414 (21,42%)1 | 1 419 (34,70%)1 | –              |
| Хрвати               | 52 (0,705%)    | 454 (5,391%)    | 427 (6,468%)    | 406 (9,929%)    | 542 (19,57%)   |
| Неизјашњени          | 35 (0,475%)    | –               | –               | –               | –              |
| Непознато            | 10 (0,136%)    | –               | –               | –               | –              |
| Југословени          | 8 (0,109%)     | 470 (5,581%)    | 618 (9,361%)    | 62 (1,516%)     | 833 (30,07%)   |
| Остали               | 6 (0,081%)     | 103 (1,223%)    | 19 (0,288%)     | 18 (0,440%)     | 72 (2,599%)    |
| Црногорци            | 5 (0,068%)     | –               | 30 (0,454%)     | 21 (0,514%)     | 15 (0,542%)    |
| Албанци              | 3 (0,041%)     | –               | 11 (0,167%)     | 6 (0,147%)      | 2 (0,072%)     |
| Муслимани            | 3 (0,041%)     | –               | –               | –               | –              |
| Босанци и Херцеговци | 2 (0,027%)     | –               | –               | –               | –              |
| Македонци            | 1 (0,014%)     | –               | 6 (0,091%)      | 1 (0,024%)      | 2 (0,072%)     |
| Словенци             | 1 (0,014%)     | –               | –               | –               | –              |

1. 1 На пописима од 1971. до 1991. Бошњаци су пописивани углавном као Муслимани.

## Насељена мјеста
У оквиру општине данас постоји 37 насељених мјеста, организованих у десет мјесних заједница. Највећи дио пријератне општине остао је у саставу Републике Српске. У састав Федерације БиХ ушао је насељени дио мјеста Власиње, које је раније припадало мркоњићкој општини.
Мрежа насеља је развијена, али и неравномјерно распоређена. Најгушћа је око града док је на сјеверном, западном и југозападном дијелу општине рјеђа. Сеоска насеља су најчешће развијеног типа и имају мали број становника (50—150).

## Природне одлике

### Геологија и рељеф
Највећи дио Мркоњић Града припада брдско-планинском подручју јер је окружен планинама: Лисина (1.467 м), Димитор (1.483 м), Чемерница (1.338 м), Мањача (1.239 м) и Овчара (1.576 м). Између планина се налазе висоравни Подрашко поље и Подови, док су долинска подручја релативно мала и налазе се уз водотоке ријека.
Географски положај општине Мркоњић Град обухвата подручје између 44° 11' и 44° 34' сјеверне географске ширине и од 16° 47' до 17° 15' источне географске дужине по Гриничу.
Геолошку грађу терена сачињавају стијене различите по постанку, старости, физичко-механичким, геомеханичким, хидрогеолошким и другим особинама. Шире подручје општине изграђено је од пермотријаских, доњокредних и неогених седимената. Осим тога, овдје су присутна и налазишта минерала: боксита, грађевинског камена кречњака и доломита, кварцита и глине.
У тектонском погледу, подручје општине припада унутрашњим Динаридима и зони палеозојских шкриљаца и мезозојских кречњака. Тектонски покрети су се на овом подручју јављали већ у млађем палеозоику. Почетком тријаса наступило је спуштање и ова област је преплављена тријаским морем. Процес наизмјеничног издизања и спуштања копна настављен је кроз дуге геолошке периоде (креду, олигомиоцен), да би током алпске орогенезе дошло до коначног настанка копна и спуштања котлине у којој се данас налази Мркоњић Град.
Основни облици рељефа овог подручја су крашки и флувијални, а основна структурна особина терена је пружање наслага у правцу сјеверозапад-југоисток.

### Клима
Подручје општине карактерише умјерено-континентална клима са микроклиматским карактеристикама планинског подручја. Карактеристичне су хладне зиме, умјерено топла љета, јасно изражена прелазна годишња доба и редовна појава снијега у зимским мјесецима. У граду је 6. децембра 2007. отворена метеоролошка станица.
| КЛИМАТСКИ ПАРАМЕТРИ (1970—1985) |      |     |     |     |      |      |      |      |      |      |     |      |         |
| ПЕРИОД                          | Јан  | Феб | Мар | Апр | Мај  | Јун  | Јул  | Авг  | Сеп  | Окт  | Нов | Дец  | Просјек |
| ТЕМПЕРАТУРА ( °C)               | -3,1 | 1,2 | 3,9 | 8,7 | 12,8 | 15,9 | 17,9 | 17,4 | 14,3 | 10,2 | 6,2 | -1,0 | 8,7     |
| РЕЛ. ВЛАЖ. ВАЗДУХА (%)          | 85   | 80  | 79  | 77  | 76   | 75   | 75   | 73   | 79   | 80   | 81  | 83   | 79      |
| ОБЛАЧНОСТ                       | 6,6  | 6,4 | 6,1 | 5,8 | 5,6  | 5,3  | 5,0  | 4,9  | 5,4  | 5,5  | 5,9 | 6,1  | 5,7     |
| ПАДАВИНЕ ()                     | 83   | 65  | 74  | 93  | 101  | 110  | 74   | 64   | 80   | 81   | 128 | 105  | 1.058   |

### Хидрологија
Овај крај је испресијецан бројним, мањим и већим воденим токовима. Уопштено, разликују се двије главне хидрографске цјелине: прва, чије воде припадају водотоку ријеке Врбас (око 85%) и друга, чије воде припадају водотоку Сане (око 15%). Мањи водотоци, нарочито бројни на падинама Димитора и Лисине, представљају значајне водене ресурсе у локалним оквирима.
Општини Мркоњић Град припада дио тока Врбаса од Дабрачког завоја до улаза у кањон Тијесно, дужине 15 км. На овом потезу се налази хидроелектрана Бочац и истоимено акумулационо језеро. Црна ријека је отока језера Балкана и лијева притока Врбаса. Дужина њеног тока је 17 км, а тече у правцу југ-сјевер. Рјечица Понор представља јединствену хидролошко-геоморфолошку појаву. Она извире код села Подрашница, а понире испод југозападне падине Мањаче, да би се опет појавила у мјесту Крупа на Врбасу и под именом Крупа се улива у Врбас.
У Доњој Пецкој се налази извор Сане, која неколико километара тече кроз мркоњићку општину и послије укупног тока од преко 140 km се улива у Уну код Новог Града. У истом селу извире и Корана, док у оближњој Медној извире Медљанка и обје ријеке се уливају у Сану.
На падинама Лисине извире Сокочница, која пролази између Герзова и Трнова и у општини Шипово се улива у Пливу. На западном обронку исте планине извире поток Зеленковац који протиче кроз истоимено планинско излетиште.

### Биљни и животињски свијет
Мркоњић Град карактерише велико богатство и разноврсност биљног и животињског свијета.
У биљном покривачу овог подручја заступљена су три вегетациона типа: шумски, травни и агрокултурни.
Од шумског дрвећа највише има букве, граба, храста, јеле, смрче, бора, јавора, клена, јасена и других мање заступљених врста. На овом подручју јављају се и грмолике биљке: лијеска, дријен, глог, зова, купина, шипак, боровница и сл. Травнати покривач чине: папрат, мљечика, репух, бујад, кукуријек, јагорчевина, јагода, мртва коприва, чичак, коприва и хајдучка трава. На подручју општине је пронађено више од 1.500 врста гљива, од којих се педесетак препоручује за људску исхрану.
Међу дивљим животињама најбројније су: срна, дивља свиња, лисица, зец, јазавац, јастреб, орао, јаребица и друге. Од рибљих врста има пастрмке, липљена, младице, клена, амура и шарана.

## Историја
Доста је трагова који свједоче да се човјек овдје настанио још прије 2.500 година — првенствено због ископавања руде бакра и гвожђа. У доба Илира овдје је живјело племе Мезеја, у чијем су сусједству били Далмати и Десидијати. О њиховом присуству свједоче остаци илирске керамике (пронађени испод Курбасан камена код извора Суљиновац) и бројне градине настале крајем бронзаног доба.
За вријеме Римског царства овуда је пролазио важан пут који је повезивао Далмацију са Панонијом. Почињао је код Млиништа и ишао до Бочца, а затим ријеком Врбас према сјеверу. Постојало је још неколико важних путева — ка Котору, Шипову, Језеру итд. С обзиром на саобраћајну и рударску важност краја још из предримских времена, овдје се у антици створио сплет насеља и прикључних путева. Према резултатима археолошких истраживања стјециште и раскршће тих путева је било насеље Леусаба (средњовјековно Варцарево), смјештено испод Грабежа око извора Врћенац. Трагови и дијелови насеља су откривени у Старом Селу (римски жртвеник), Бјелајцу (надгробни споменик са текстом), Мајдану (античка базилика), Пецкој (римска тврђава), Тријебову (бронзана глава Медузе) и сл.
У средњем вијеку, ово је био дио жупе Доњи Краји, која је припадала феудалцима Стипанићима-Хрватинићима. О том периоду свједочи 29 некропола и 500-600 пронађених стећака (надгробних споменика), који су разасути свуда по општини. Нарочито лијепо су обрађени (архитектонски и ликовно) они у Баљвинама, Шеховцима, Густовари и Лисковици. На три мјеста у мркоњићкој општини постоје и данас остаци три средњовјековна града-тврђаве:
- Град Сокол над кањоном ријеке Сокочнице, који је Твртко I Котроманић поклонио 1366. године Вукцу Хрватинићу за побједу над Угарима три године раније;
- Призренац (или Призрен), који је смјештен високо на десној страни кањона ријеке Сане, са видиком према Кључу и Млиништима. То је била тврђава-осматрачница, што говори и његово име. Народна традиција га веже за легенду о тзв. „Црној краљици“;
- Бочац, над кањоном ријеке Врбас, као једно од најважнијих утврђења врбачког одбрамбеног система (први пут се спомиње 1446. године).[26]

Насеље Мркоњић Град је на садашњем мјесту настало 1593. године, када је ту подигао свој вакуф (задужбину) кизлар-ага Ђукановић (у народу познат као Крзлар-ага) поријеклом из оближњих Котлина. Он је узет као „данак у крви“, а када је одвођен у Цариград овдје су војници убили његовог оца. Крзлар-ага је саградио џамију, 24 дућана, мусафирхану (пансион) са 20 димњака, хамам, пекару, мектеб и водовод, за који је вода доведена са планине Лисине. Посебном вакуфнамом (који се чувао у Земаљском музеју у Сарајеву) оставио је 690.000 акчи за унапређење трговине и занатства и за издржавање мусафирхане у којој је сваки путник (и његов коњ) бесплатно могао бити гост 24 часа.
Град спомиње у својим записима и познати турски путописац Евлија Челебија 1660. године, наводећи да су га спалили ускоци Стојана Јанковића.
Мјесто је касније названо Јениџе Јајце (Ново Јајце). Затим је добило име Варцарев Вакуф, па Варцар Вакуф, а 1. марта 1925. године име је промијењено у Мркоњић Град, у знак сјећања на српског владара Петра I Карађорђевића који је као Петар Мркоњић учествовао у босанско-херцеговачком устанку 1875. године.
| „ | Градски вијећници, нарочито Срби, захтијевали су да се граду промијени име. Томе су се јако противили сви католички и муслимански градски одборници; осим Цере, власника кахве и хана на чаршији. Тако се град од данас зове Мркоњић Град, а не Варцар Вакуф као до сада. | ” |

У граду је исте 1925. године освећен и споменик почившем краљу Петру I Ослободиоцу. Обележје је подигао Одбор на челу са среским начелником Б. Антићем, а аутор споменика је био академски вајар Иван Екерт.
Од 1849. до 1851. године у Варцару је служио фра Иван Фрањо Јукић (1818—1857). Он је овдје основао и водио прву световну школу и покренуо први босански књижевни часопис „Босански пријатељ“. Из нешто каснијег периода је остао забиљежен велики пожар који се одиграо 3. септембра 1883. када је изгорило 98 кућа, 120 дућана, православна црква и католичка капела. Још један пожар у насељу Рика се десио 1925. године.
Вријеме народних устанака 1875. и 1878. године, као и Први и Други свјетски рат, оставили су трага и на овдашњем становништву. У устанцима је учествовао знатан број житеља, посебно из медљанског округа. О томе свједочи и књижевник Еуген Кумичић у својој дневничкој прози „Под пушком“.

### Други свјетски рат
Са подручја општине, учешће у НОБ је узео велики број становника у саставу VII Крајишке бригаде, а неки су проглашени и народним херојима. Истакнуте личности НОП-а су били: Миља Ђукановић, Павле Џевер, Акиф Бешлић и др. Партизани су ослободили Мркоњић Град први пут 28. августа 1941, али су га држали под контролом само неколико дана. Партизанске јединице су град ослобађале 39 пута у току Другог свјетског рата, што је јединствено у читавој бившој Југославији. Град је 25. новембра 1943. године био домаћин Првог засједања Земаљског антифашистичког вијећа народног ослобођења Босне и Херцеговине (ЗАВНОБиХ). И данас постоји кућа-музеј у којој је одржано засједање.

### Рат у БиХ
Мркоњић Град је током рата у више наврата био гранатиран и том приликом су страдали српски цивили. Недалеко од града, 2. јуна 1995, припадници ВРС су оборили авион НАТО снага, а његовог пилота су амерички маринци спасили шест дана касније. Овај случај је познат као инцидент код Мркоњић Града. У мјесту Оборци код Доњег Вакуфа су 13. септембра 1995. стрељана 24 Муслимана и 4 Хрвата са подручја мркоњићке општине, који су били на радној обавези. Ово се догодило у зони одговорности Првог крајишког корпуса ВРС, али није доказано ко је непосредни извршилац.
У самом граду и околини се нису одвијале борбе све до операције Јужни потез, када су 10. октобра 1995. године Хрватска војска и Хрватско вијеће одбране заузели Мркоњић Град. Готово цијело становништво је тада кренуло према Бањој Луци. Они који су остали су углавном побијени и сахрањени у масовној гробници на православном гробљу. Из ове гробнице је ексхумирано 181 тијело, од чега 42 цивила, 136 припадника Војске Републике Српске и 3 полицајца српске националности. На подручју читаве општине су евидентиране укупно 364 жртве, од чега 210 са подручја општине. На телима убијених Срба у ратним злочинима хрватских снага нађени су трагови различитих видова мучења. Сточни фонд у општини је покраден или уништен. Све машине и постојења из фабрика у Мркоњић Граду хрватске трупе су или одвезле или уништиле. На територији Мркоњић Града готово да није било стамбеног објекта који није био оштећен или попљачкан. Према подацима Општинске комисије за процјену ратне штете, уништене су и 3.644 куће и 700 станова, а оштећено је још 6.017 стамбених објеката. За ове злочине нико са хрватске стране није правосудно одговарао.
После потписивања Дејтонског мировног споразума Мркоњић Град је враћен Републици Српској 4. фебруарa 1996. Од тада се овај датум прославља као Дан општине.

## Привреда
У привредно-административној подјели Републике Српске, општина Мркоњић Град припада бањалучкој регији. У поређењу са осталим привредним регијама, бањалучка је просторно и популационо највећа и економски најразвијенија, а има обиљежје високог степена урбанизације и индустријализације.
Прву радну организацију у својој историји Мркоњић Град је добио 1947. године, када су занатлије (ковачи, мутафџије и столари) основали заједничку радионицу. Из те мале комбиноване радионице, изникла је до 1973. године фабрика вијака, једна од најмодернијих те врсте у земљи. Запошљавала је око 400 радника и пословала је у саставу Рударско-металуршког комбината Зеница.
Поред тога, постојао је и низ других друштвених предузећа: „Лисина“, „Мањача“, „Ударник“, „Младост“, „Задружна трговина“, „Крајина“, „Парк“, „Мркоњић путеви“, ХЕ „Бочац“ и др. Већина њих послује и данас у мањем обиму, али је капитал претежно приватног карактера.
Фабрика воде „Вода Круна“ је отворена 19. марта 2008. године. Вода потиче са извора „Орлов камен“, који се налази на планини Лисини на надморској висини од 870 метара. Укупна инвестиција је вриједила 10 милиона конвертибилних марака и спада у највеће инвестиције мркоњићке општине у послијератном периоду.
Више од половине становника се бави ратарством, сточарством, воћарством и живинарством. Јака миграциона кретања способне радне снаге у друге крајеве земље и у иностранство највише се осјећају у сеоским подручјима.
На подручју општине има око 24.000 хектара обрадиве земље, која је већином распрострањена до 700 метара надморске висине. Пољопривредна земљишта заузимају 54% од укупне површине, а 80% обрадивог земљишта је у посједу индивидуалних пољопривредних произвођача. На њему успијевају готово све врсте житарица, а највише се гаји пшеница, кукуруз и јечам. У крајевима изнад 700 метара надморске висине становништво се претежно бави сточарством и гајењем оних пољопривредних култура које успијевају на тој висини.
Веома значајан природни ресурс представљају шуме у државном и приватном власништву. Оне прекривају 44% укупне површине општине (30.139 хектара). Подручје Мркоњић Града је особено по многим рудним и минералним богатствима, али са врло ниским степеном искоришћености. Од рудног богатства експлоатишу се боксит, кварц, бентонит и мермер.

### Стари занати
Ковачки занат је на овим просторима дуга и стара традиција, која вуче коријене још из средњег вијека. Према подацима сачуваним из доба Аустроугарске, годишње се у Мркоњић Граду израђивало 8.000 коса, 15.000 ножева, 12.000 мутафа (покривач од костријети), 20.000 земљаних лонаца и знатан број других предмета. Производња костријети је знатно опала након Првог свјетског рата.
Многе породице су вјештину ковања метала преносиле са генерације на генерацију. Производили су се различити предмети за потребе домаћинства, али су најчувеније косе зване „варцарке“. Технологија њиховог каљења, од чега зависе квалитет и вијек трајања косе, је вјековима била строго чувана тајна. Најчешће је за њихову производњу коришћен челик звани „мазија“, који се увозио из жељезаре „Франц Мајер“ у аустријском граду Линцу.
И данас у Мркоњић Граду ради неколико ковачница.

## Образовање
Прва школа у мркоњићкој општини (и једна од најстаријих у Босни и Херцеговини) основана је 1857. године у селу Герзово. Дозволу за отварање школе дао је турски султан Абдул Меџид, о чему постоји писани документ — ферман, који се чува у герзовачкој цркви. Овај културно-историјски споменик је у великој мјери оштећен у рату 1995. године.
Према аустроугарском попису становништва из 1885, у општини Мркоњић Град радила су само два учитеља, од којих један у Герзову а други у тадашњем Варцар Вакуфу.
Године 1947. основан је „Народни универзитет“ чија је активност била везана за унапређење културног живота на подручју општине. Исти је дјеловао све до 1990. године, када је његову улогу преузео Културно-информационо-образовни центар „Петар Кочић“.
На подручју општине данас постоје четири централне основне школе и четрнаест подручних, у којима наставу похађа близу 2.000 ученика. У саставу ОШ „Петар Кочић“ раде подручне школе: Оћуне, Мајдан и Копљевићи, у ОШ „Иван Горан Ковачић“ раде подручне школе Шеховци и Сурјан, у ОШ „Вук Караџић“ Бараћи раде деветоразредна школа Подрашница, петоразредне школе у Подбрду, Грацима, Ораховљанима, Медној и Герзову и у ОШ „Бранко Ћопић“ у Бјелајцу раде подручне школе у Баљвинама, Магаљдолу и Густовари.
У Мркоњић Граду постоје и двије средње школе: Гимназија (основана 1961) и Средњошколски центар, раније Машинска школа, а смјештене су у заједничком средњошколском центру.
Библиотека је настала у оквиру пјевачког друштва „Николајевић“ 1900. године. Прва самостална пољопривредна библиотека и читаоница под именом „Срески воћни расадник“ је формирана 1940, да би касније ушла у састав Народног универзитета „Ђуро Пуцар Стари“. Пресељена је у садашње просторије 1973. године, послије изградње Дома ЗАВНОБиХ-а. У јесен 1995. је запаљена и уништена, али је постепено обновљена у каснијем периоду.

## Култура
Српско-православно црквено-пјевачко друштво „Николајевић“ је основано 9. фебруара 1900. године и његов први предсједник је био прото Јован Пећанац. Друштво је његовало православне црквене пјесме, бавило се подучавањем пјевања пјесама световног карактера, организовало бесједе и забаве хуманитарног карактера.
Прво културно-умјетничко друштво на подручју општине настало је под именом „Јединство“. Под његовим покровитељством су радиле четири секције (хорска, драмска, музичка и фолклорна). Од 1992. године КУД носи назив „Петар Мркоњић“ и у његовом саставу раде исте секције.
Културни центар „Петар Кочић“ се бави организацијом позоришних и кино представа, концерата, јавних предавања, семинара, курсева, изложби различитог садржаја, књижевних вечери, промоција књига и сл.
У организацији културних дешавања такође учествују: ЈУ Народна библиотека, Удружење грађана „Клуб умјетничких душа“, Удружење грађана КУД „Петар I Карађорђевић Мркоњић“, Одбор за културу Општине, Светосавска омладинска заједница, Омладинска организација „Центар“, Градско позориште Мркоњић Град, Удружење гљивара и љубитеља природе, Основна школа „Иван Горан Ковачић“, Основна школа „Петар Кочић“ и Средњошколски центар.
Реконструисани Дом културе (некадашњи Дом ЗАВНОБиХ-а), који важи за средиште културних дешавања општине, отворен је 27. фебруара 2008. године.

### Фолклор
Српска народна ношња са простора општине припада групи тзв. динарских ношњи. То је по структури изразито планинска ношња, са основним дијеловима од грубог конопљаног и ланеног платна (кошуље и чакшире) и горњим дијеловима од дебелог вуненог сукна (зубуни, зимске хаљине, гуњеви, мушке шалваре). Главна карактеристика ове ношње је богатство орнаментике на свим дијеловима ношње изражене везом, ткањем и плетењем. Мушка кошуља кројена је из једног дијела и по свом облику одговара туници Далматинаца.
У градским ношњама, које су биле раширене све до почетка 20. вијека (односно до Првог свјетског рата), без обзира на националну припадност уочава се јак оријентални утицај. Ту се издваја одјећа муслиманских жена, која им је служила за излазак ван куће. Чине је фереџа, а од краја 19. вијека и „зар“. У овим хаљинама жене су биле сасвим покривене, што је и био прави циљ ове врсте одјеће (источњачки утицај).

### Културна дешавања
Сваког љета се у Туристичком центру Балкана традиционално одржава манифестација „Дани косидбе — Меморијал Лазар Лакета“. Централни дио манифестације чини такмичење домаћих и иностраних косаца (у брзини кошења, количини покошеног сијена и сл), а поред тога одржавају се смотре фолклора, такмичење у пливању и друга спортска и културна дешавања. Догађај је посвећен очувању традиције овог краја, односно сјећању на мркоњићке косце и косе „варцарке“, обичаје итд.
Од осталих редовних дешавања издвајају се:
- Светосавска академија,
- Вече хумора и сатире,
- Илинданска смотра фолклора,
- Џез фестивал,
- Фестивал ракије,
- Изложба гљива,
- Дани позоришта
- Дјеца пјевају граду
- Фестивал дјечјег драмског стваралаштва Републике Српске.

## Религија
Један од најпознатијих објеката средњовјековне архитектуре овог краја је била Крзлар-агина џамија. Она је саграђена у периоду од 1591. до 1595. године., а дозидана 1873. по угледу на Али-пашину џамију у Сарајеву. У њу је из Цариграда донесен велики ћилим, тежак 200-300 kg. Током пљачке 1878. године, аустроугарски војници су га расјекли на четири дијела, од којих се један и данас чува у бечком Умјетничком музеју. У џамији је Крзлар-ага основао библиотеку у којој је до рушења чувано 50-ак старих књига и рукописа. Џамију је српска војска срушила 12. новембра 1992. године. Мјесто и остаци архитектонске цјелине овог вјерског објекта су у мају 2005. проглашени националним спомеником Босне и Херцеговине, али је она и раније рјешењима из 1951. и 1962. била стављена под заштиту државе и уписана у Регистар непокретних споменика културе. У насељу Рика се налази џамија Хамидија. На њеном мјесту је до 1992. била џамија подигнута 1906. године (мада постоје подаци да је на истом мјесту постојала џамија преко 250 година). Она је срушена у рату убрзо послије Крзлар-агине џамије, а обнова је започета у јуну 2003. Обновљени објекат је свечано отворен 29. јула 2007. Претходно су у марту 2003. мјесто и остаци градитељске цјелине џамије проглашени националним спомеником Босне и Херцеговине.
Најстарија православна црква на подручју општине потиче из 18. вијека и налази се у Герзову. У граду је 1892. подигнут Парохијски храм Рођења Пресвете Богородице, а на мјесту некадашње дрвене цркве изгорјеле у пожару 1883. године. Поред храма се налази Парохијски дом и црквена сала. Хрватска војска је оштетила и опљачкала ове објекте у октобру 1995. године, као и остале православне вјерске објекте на подручју општине.
Католичка црква је изграђена у периоду 1881—1883, а торањ је подигнут 1889. године. Жупу у Мркоњић Граду је основао фра Августин Милетић 18. маја 1821. Жупом су до 1899. године управљали фрањевци, а након тога управљање су преузели дијецезански свештеници. Жупа је имала и капелана од 1845. до 1890. У цркви је службовао, између осталих, фра Иван Фрањо Јукић, фра Антун Кнежевић и др. Она је у великој мјери оштећена у пожару који су подметнули припадници српске војске 1992. године. Након повратка становништва, црква је постепено поправљана, а звоник је коначно обновљен у мају 2007. године. Такође су обновљени гробови седморице некадашњих жупника из града и из села Лисковица и Мајдан.
Овде се налази Храм Светог Саве у Мркоњић Граду.

## Здравство
Дом здравља „Др Јован Рашковић“ је централна здравствена установа, која запошљава око 100 здравствених радника. Теренске амбуланте постоје у Бараћима, Подрашњици, Баљвинама и Бјелајцу. Осим тога, постоји и одређени број приватних ординација, амбуланти и лабораторија.
У Дому здравља се организује примарна и дио секундарне здравствене заштите становништва, као и консултативно-специјалистичка здравствена заштита из одређених медицинских специјалности.
Пружање услуга се одвија кроз следеће службе:
- Служба опште медицине са теренским амбулантама,
- Служба хитне медицинске помоћи са возним парком,
- Служба медицине рада,
- Служба за заштиту здравља дјеце и омладине,
- Стоматолошка служба,
- Интернистичка служба са интерним одјелом,
- Хигијенско-епидемиолошка служба,
- Служба за заштиту здравља жена са порођајним одјелом,
- Антитуберкулозни диспанзер,
- Рендген служба и ултразвучни кабинет,
- Служба за лабораторијску дијагностику,
- Служба заједничких послова.

## Спорт
На подручју општине постоји више спортских клубова: фудбалски клуб „Слобода“ који игра у Првој лиги Републике Српске, кошаркашки клуб „Младост“ који игра у Премијер лиги БиХ, мушки одбојкашки клуб, женски одбојкашки клуб „Балкана МП“ који игра у Другој лиги Републике Српске, стонотениски клуб „Мимоза“, шаховски клуб „Ан пасан“, планинарско друштво „Видик“ итд.
Међу спортистима се посебно издваја атлетичар Ђуро Коџо, који је у дисциплини маратон учествовао на Олимпијским играма у Сиднеју 2000, Свјетском првенству у атлетици у Едмонтону 2001. године и на бројним другим такмичењима.
У граду је 12. децембра 2006. отворена нова спортска дворана.

## Туризам
У мркоњићкој општини постоје добри природни услови за развој брдско-планинског и сеоског туризма. Са туристичког аспекта, најинтересантнија је планина Лисина и језеро Балкана у њеном подножју, док се у граду налази већина културних објеката и хотел „Крајина“, изграђен 1973. године.

### Излетишта
Језеро Балкана, удаљено 4 km од града, најатрактивније је излетиште у овом крају. Окружено је пашњацима и густим четинарским и листопадним шумама. Језерски дио комплекса чине два овална вјештачка језера: мало и велико, укупне површине 56.000 m². Језера су изграђена 70-их година 20. вијека, а напајају се из планинских потока Цјепало и Скакавац и из сублакустријских извора испод Великог језера.
Туристичка инфраструктура Балкане намијењена је љетној и зимској рекреацији и одмору. Током читаве године ово мјесто посјећује велики број домаћих и иностраних туриста.
Зеленковац је планинско излетиште смјештено поред села Подрашница. Сачињено је од долине истоименог потока који тече кроз борову шуму. На потоку је прије неколико вијекова изграђено петнаестак воденица, а једну од њих је 1985. проширио и преуредио у свој атеље ликовни умјетник Борислав Јанковић.
Осим тога мјеста за шетње и излете су: планина Лисина, Понор, обале Црне ријеке, стари градови Бочац, Сокол и Призренац, извор ријеке Сане, Двоструки точкови итд.

### Лов и риболов
Мркоњић Град се налази на подручју једног од најбогатијих и највећих ловишта у Босни и Херцеговини — „Млиништа — Лисина — Клековача“, површине преко 40.000 хектара. Од дивљачи се могу наћи: срна, дивља свиња, медвјед, тетријеб, љештарка, зец и сл.
Услови за риболов су такође добри. Од риба највише има пастрмки и липљена. Пеца се на језеру Балкана и на ријекама Сана, Понор, Врбас и Црна ријека.

## Саобраћај
Општина се налази на раскршћу веома значајних путних праваца. Овуда пролази: магистрални пут М-15 (Мркоњић Град (Рогољи) — Гламоч — Сплит), магистрални пут М-5 односно некадашњи пут АВНОЈ-а (Јајце — Мркоњић Град — Бихаћ), магистрални пут М-16 (Бања Лука — Црна Ријека — Јајце — Сарајево). У плану је и изградња ауто-пута у дужини од 110 km на релацији Гламочани-Купрес (до границе са Федерацијом БиХ), који би ишао преко мркоњићке општине.

### Удаљености
- Мркоњић Град — Јајце ~ 25 км
- Мркоњић Град — Јајце — Зеница — Сарајево ~ 189 км
- Мркоњић Град — Бањалука ~ 54 км
- Мркоњић Град — Бањалука — Окучани — Београд ~ 392 км
- Мркоњић Град — Кључ — Петровац ~ 77 км
- Мркоњић Град — Петровац — Дрвар — Книн — Сплит ~ 265 км
- Мркоњић Град — Кључ — Сански Мост — Приједор ~ 92 км
- Мркоњић Град — Петровац — Бихаћ ~ 131 км
- Мркоњић Град — Бихаћ — Карловац — Загреб ~ 286 км[4]

## Познате личности
- Стефан Вучковић, архимандрит
- Милан Будимир, филолог
- Заим Имамовић, певач
- Милан Гверо, генерал
- Дејан Тодоровић, кошаркаш
- Ђуро Коџо, атлетичар
- Дивна Аничић, политичар
- Радослав Граић, музичар

## Галерија
- Џамија Хамидија
- Православна црква
- Католичка црква
- Спортска дворана
- Џез фестивал
- Фестивал ракије
- Дани косидбе
- Корида